# 铁厂沟乡
铁厂沟乡，是中华人民共和国四川省凉山彝族自治州会东县曾经下辖的一个乡。

## 行政区划
铁厂沟乡撤销前下辖以下地区：
三合村、新河村、岩峰箐村、岩脚村和铁厂村。